# Rebel Moon – Teil 2: Die Narbenmacherin
Rebel Moon – Teil 2: Die Narbenmacherin ist ein amerikanischer Science-Fiction-Actionfilm aus dem Jahr 2024, welcher unter der Regie von Zack Snyder entstand. Die für Netflix produzierte Weltraumoper ist der zweite Teil einer Saga, in der sich die Bewohner des fiktiven Mondes Veldt mithilfe einer Gruppe von Kriegern gegen Invasoren zur Wehr setzen. In den Hauptrollen spielen unter anderem Sofia Boutella, Djimon Hounsou, Ed Skrein und Michiel Huisman. Der erste Teil Rebel Moon – Teil 1: Kind des Feuers erschien 2023.

## Handlung
Im ersten Teil wurde der Heimatmond der ehemaligen Soldatin Kora von den Truppen des mächtigen Imperiums überfallen, in der Absicht, den Bewohnern nach der Ernte das Getreide zu nehmen. Kora zog daraufhin mit dem Bauer Gunnar in die Galaxie aus, um Krieger zur Verteidigung zu rekrutieren.
Im zweiten Teil kehrt Kora mit den neugewonnenen Verbündeten zurück in ihr Dorf. Sie ernten das Getreide und bilden die Bewohner im Kampf aus, unter Führung von Titus, einem ehemaligen General des Imperiums. Dabei werden Kora und Gunnar ein Liebespaar. In Rückblenden wird enthüllt, dass Kora einst an der Seite von Balisarius, dem Herrscher des Imperiums, einen Putsch durchführte, wobei sie die Prinzessin Issa töten musste. Danach hatte sich Balisarius aber gegen sie gewandt, worauf Kora auf den Mond Veldt flüchtete.
Als das Imperium angreift, können sich die Verteidiger zuerst dagegen wehren, werden dann aber zunehmend zurückgedrängt. Kora und Gunnar schaffen es, ins Raumschiff des feindlichen Admirals zu gelangen, wo es zum Kampf kommt, bei dem sowohl der Admiral stirbt, als auch Gunnar tödlich verwundet wird. Das Schiff wird zum Explodieren gebracht, danach greifen Truppen von Rebellen in den Kampf ein und vernichten die Angreifer des Imperiums.
Zum Schluss erfährt Kora von Titus, dass Issa noch lebt.

## Produktion und Veröffentlichung
Bei der Entwicklung des Stoffes zu seiner Weltraumsaga ließ sich Zack Snyder unter anderem vom Comicmagazin Heavy Metal inspirieren. Die Rekrutierung fremder Kämpfer zur Verteidigung eines Dorfes hat seinen Ursprung in Akira Kurosawas Klassiker Die sieben Samurai, zudem orientiert sich die Welt von Rebel Moon an Star Wars. Snyder schrieb das Drehbuch zusammen mit Shay Hatten und Kurt Johnstad, produzierte den Film nebst anderen mit seiner Frau Deborah Snyder und übernahm sowohl die Regie als auch die Kameraführung. Gedreht wurde der Zweiteiler im Jahr 2022. Das Dorf, in dem Kora lebt, wurde in der Blue Cloud Movie Ranch in Santa Clarita gebaut, eins der im Film vorkommenden Weizenfelder befand sich im Simi Valley.
Siehe auch: Rebel Moon – Teil 1: Kind des Feuers#Produktion.
Rebel Moon – Teil 2: Die Narbenmacherin wurde  am 19. April 2024 auf Netflix veröffentlicht. Beim Streaminganbieter wurde es mit 21,4 Millionen Zuschauern zum meistgeschauten Titel der Woche, blieb damit aber leicht hinter seinem Vorgänger zurück. Ein mit 173 Minuten längerer und blutigerer Director’s Cut wurde unter dem Titel Curse of Forgiveness veröffentlicht.

## Rezeption

### Kritik
Wie schon der erste Teil wurde auch der zweite Teil von Rebel Moon laut Review-Aggregatoren größtenteils negativ bewertet. So sah die amerikanische Seite Rotten Tomatoes von 117 ausgewerteten Rezensionen nur gerade 16 % als positiv an (Stand 2. Januar 2025). Auch die Seite Metacritic erachtete von 28 Reviews nur zwei als positiv, dazu 19 gemischt und sieben negativ, was einen sogenannten „Metascore“ von 35 auf einer Skala von 100 ergab (Stand 2. Januar 2025).
Für den Director’s Cut fielen die Kritiken deutlich besser aus – 67 % der Kritiker konnten überzeugt werden.
Jesse Hassenger befand im Guardian, Rebel Moon sei zwar als Film nicht unbedingt notwendig gewesen, aber als Spielplatz für Snyders Lieblingselemente, wie das Verändern der Abspielgeschwindigkeit, geringer Schärfentiefe und der Aneignung von Inhalten aus der Populärkultur, sei es ein harmloser und manchmal ansprechend schräger Spaß. Den ersten Teil fand er jedoch besser, zudem sei es enttäuschend, dass Die Narbenmacherin nur noch an einem Ort spiele, während die Protagonisten in Kind des Feuers noch von Planet zu Planet gezogen seien. Im Independent schrieb Clarisse Loughrey, Rebel Moon sei ungeheuer lang, dafür dass er einfach Sieben Samurai sei, überzogen mit einer dünnen Glasur aus „Rebellen gegen Imperium“ als interstellarem Ränkespiel. Sie fand den Film zu repetitiv und überfrachtet mit Zeitlupenszenen.
In einer Doppelrezension der Director’s Cuts von Rebel Moon Teil 1 und 2 schrieb David James von We Got This Covered: „In einem Zeitalter algorithmisch erzeugten Einheitsbreis ist es ein Wunder, dass Zack Snyder Netflix davon überzeugen konnte, dieses schräge, blutige und wahrhaft bizarre Sci-Fi-Epos zu finanzieren. Ein Kultklassiker im Entstehen.“ James lobte unter anderem die Sexszenen, die Gewalt sowie die Schauspieler, während er die musikalische Untermalung bemängelte. Er vergab vier von fünf Sternen.

### Auszeichnungen
Goldene Himbeere 2025
- Nominierung als Schlechteste Neuverfilmung oder billigster Abklatsch